# Викицитат
Викицитат је Википедијин „сестрински пројекат“. Темељи се на МедијаВики програмској подршци. Дио је породице на викију обједињених у Фондација Викимедија. Замисао потиче од Данијела Алстона. Извршио је и разрадио Брајон Вибер. Сврха пројекта је произвести скуп цитата познатих особа, књижевних дјела и пословица.
Пројекат је изворно настао на енглеском језику, али је од јула 2004. број језика повећан до 26 активних језичких викицитата у јулу 2005., односно 34 до друге половине 2005.
До 21. августа 2006. седам мањих пројеката садржи више од 2 000 чланака. Највећи је Викицитат на енглеском језику, сам са више од 7 800 чланака. Слиједе га њемачки, пољски, италијански, португалски и бугарски пројекти.

## Хронологија
- 27. јуна 2003. - Привремено постављен на Wolof издање Википедије:
- 10. јула 2003. - Властити поддомен:
- 25. августа 2003. - Властити домен:
- 17. јула 2004. - Додани нови језици
- 13. новембра 2004. - Енглеско издање достиже 2 000 страница.
- Новембар 2004. - 24 језика
- Март 2005. - Викицитат укупно достиже 10 000 страница. Енглеско издање се приближава броју од 3 000
- Јун 2005. - 34 језика укључујући један класични (латински) и умјетни (Есперанто)
- 4. новембра 2005. - Енглески Викицитат има 5 000 страница.
- Април 2006. - Француски Викицитат је укинут због повреде права аутора.